# 切斯特縣 (田納西州)
切斯特縣（英語：Chester County）是美國田納西州西南部的一個縣。面積748平方公里。根据美國2000年人口普查，共有人口15,540人 （2005年人口15,941人）。縣治亨德森（Henderson）。
成立於1879年3月4日，是該州最近成立的縣。縣名紀念州議員羅伯特·I·切斯特元帥。